# ميغان مولالي
ميغان مولالي (بالإنجليزية: Megan Mullally)‏ مواليد 12 نوفمبر 1958 في لوس أنجلوس، كاليفورنيا، الولايات المتحدة، هي ممثلة أمريكية بدأت مسيرتها الفنية عام 1981. كما أنها من الفائزات بجائزة إيمي.

## الأعمال

### أفلام
- ريسكي بيزنس
- فيلم النحلة
- فندق ترانسلفانيا 2

## وصلات خارجية
- الموقع الرسمي
- ميغان مولالي  على فيسبوك.
- ميغان مولالي على موقع IMDb (الإنجليزية)
- ميغان مولالي على موقع روتن توميتوز (الإنجليزية)
- ميغان مولالي على موقع ألو سيني (الفرنسية)
- ميغان مولالي على موقع ميوزك برينز (الإنجليزية)
- ميغان مولالي على موقع أول موفي (الإنجليزية)
- ميغان مولالي على موقع قاعدة بيانات برودواي على الإنترنت (الإنجليزية)
- ميغان مولالي على موقع قاعدة بيانات الأفلام السويدية (السويدية)
- ميغان مولالي على موقع إن إن دي بي (الإنجليزية)
- ميغان مولالي على موقع أول ميوزيك (الإنجليزية)
- ميغان مولالي على موقع ديسكوغز (الإنجليزية)